# Sandela
Sandela – struga, lewobrzeżny dopływ Drwęcy o długości 17,88 km i powierzchni zlewni 70,6 km².
Struga przepływa przez mezoregiony: Garb Lubawski i Dolinę Drwęcy, wchodzące w skład makroregionu Pojezierze Chełmińsko-Dobrzyńskie. Na terenie powiatu iławskiego (Gmina Lubawa) przepływa przez miejscowości: Złotowo, Lubawa, Targowisko Dolne, Sampława. Płynie głównie przez tereny rolnicze, dominują pola uprawne, a łąki i lasy zajmują stosunkowo małą powierzchnię i w znacznej części znajduje się na obszarze Parku Krajobrazowego Wzgórz Dylewskich. Dominują gleby płowe i brunatne wyługowane, które charakteryzują się średnia lub małą przepuszczalnością.
W „Podziale hydrograficznym Polski” z 1983 r. Sandela wymieniana była jako dopływ Elszki. Natomiast zgodnie z materiałami kartograficznymi za strugę główną przyjęto Sandelę, która jest dłuższa niż Elszka, ma większa powierzchnię zlewni oraz większe spadki.
Przepływy charakterystyczne z okresu 1962–1985 powyżej ujścia do Drwęcy wynosiły: SSQ – 0,46 m³/s, SNQ – 0,26, NNQ – 0,07. Szerokość Sandeli na wysokości Lubawy wynosi około 2 m. Zlewnia pod względem geologicznym zbudowana jest z glin zwałowych oraz piasków z domieszką żwirów i gliny zwałowej. W rzeźbie terenu dominują formy erozji i akumulacja wodnolodowcowej. W zlewni powszechnie występuje morena pagórkowata, morena denna oraz wały moren czołowych – są to słabo przekształcone formy z okresu zlodowacenia północnopolskiego.
Struga przyjmowała w 2000 r. około 1550 m³/d ścieków oczyszczonych mechaniczno-biologicznie z oczyszczalni w Lubawie oraz wody pochłodnicze z Okręgowej Spółdzielni Mleczarskiej w Lubawie (około 130 m³/d – dane z roku 1991). Wojewódzki Inspektorat Ochrony Środowiska w Olsztynie badania jakości wód prowadzi w trzech punktach pomiarowo-kontrolnych, zlokalizowanych na odcinku powyżej Lubawy do ujścia do Drwęcy w Rodzonem. W roku 1999 jakość wód powyżej Lubawy odpowiadała III klasie czystości z uwagi na właściwości fizyczno-chemiczne (decydujące były fosforany i fosfor ogólny) oraz stan sanitarny. W kolejnych przekrojach (poniżej ujścia ścieków z Lubawy) jakość wód nie odpowiadała normom (wody pozaklasowe). Zarówno ocena fizykochemiczna, jak i bakteriologiczna dyskwalifikowały wody Sandeli.
Na kontrolowanym odcinku stężenia charakterystyczne wskaźników: BZT5, ChZT-Mn, ChZT-Cr odpowiadały I lub II klasie czystości wody. Azot amonowy i azotanowy przeważnie odpowiadał I klasie czystości, tylko poniżej Lubawy zawartość azotu amonowego przekroczyła dopuszczalna granice dla wód I klasy. Azot azotynowy w przekroju powyżej Lubawy wskazywał na I klasę czystości, a w pozostałych punktach odpowiadał wodom pozaklasowym. Azot ogólny w badanym roku 1999 powyżej Lubawy odpowiadał I klasie, poniżej Lubawy – III, a w Rodzonem – II klasie czystości wody. Zawartość związków fosforu była stosunkowo wysoka. W pierwszym przekroju fosforany i fosfor ogólny odpowiadały III klasie czystości, w następnych już wodom pozaklasowym. Indeks saprobowości sestonu odpowiadał II klasie czystości powyżej Lubawy i III klasie poniżej Lubawy i w Rodzonem. Miano coli typu kałowego w pierwszym przekroju (powyżej Lubawy) spełniało normy III klasy czystości, a w pozostałych przekrojach wody rzeki Sandeli były pozaklasowe (nie spełniały norm).